# M15-ös autópálya (Magyarország)
Az M15-ös autópálya az M1-es autópálya és a rajkai szlovák határ közötti irányonként két sávos autópályaként üzemel. Az M1-es autópályáról ágazik el és Rajka, Pozsony, Prága, Drezda, Berlin irányába tart. A magyar határ átlépésére, a rajkai államhatár szolgál. Az út folytatása a szlovák D2-es autópálya. Az M15-ös autópálya része az E65-ös és az E75-ös európai folyosónak is.

## Története
Az M15-ös utat az ELMKA kezdte építtetni 1996-ban, hogy a Pozsony felé vezető 15-ös út forgalmát az M1-esre vezesse. A határig vezető rövid szakaszt 1997 decemberében kellett volna átadni, ám az út építését hitelező bankok az ELMKA tartozásai miatt megtagadták az út befejezéséhez szükséges összeg folyósítását. Az építkezés fél éven át állt, az 50%-os készültségi állapotban lévő út befejezéséhez kellő összeget csak bonyolult tárgyalások után sikerült biztosítani. Az M15-öst végül 1998. június 23-án, fél évvel a kitűzött dátum után sikerült csak átadni. 1999-ben a magyar állam az M15-öst is megvásárolta a kezdettől fogva pénzügyi nehézségekkel küzdő koncessziós társaságtól, amely rövid időre az állami tulajdonú Nyugat Magyarországi Autópálya Rt., majd vállalati összevonások után az ÁAK Zrt. kezelésébe került. Az M15-ös irányonként egy forgalmi sávval és egyoldali leállósávval épült ki, ezért sokáig csupán országos főútként üzemelt. 2007 nyarán a teherautók általános útdíjszedésének bevezetésekor minősítették át hivatalosan autóúttá.
Az út autópályává bővítését, vagyis a Rajka felé vezető sáv kiépítését eredetileg 2010-ig tervezték. 2014 februárjában indult az M15 gyorsforgalmi út irányonként két sávos autópályává bővítésének környezetvédelmi engedélyeztetése, amely júniusra el is készült. A környezetvédelmi engedélyt 2014. november elején meg is kapta. Az M15-ös út bővítésének alapkőletételére 2018. február 8-án került sor. A kivitelezés során hét új felüljárót építenek, 19 műtárgyat újítanak fel és két külön szintű csomópontot építenek át, Rajkánál és Hegyeshalomnál. A töltési munkálatok 2017. őszén megkezdődtek. Az átépített rajkai csomóponttal pedig megadatik az a lehetőség is, hogy közvetlen út épüljön az ausztriai Németjárfalura (Deutsch Jahrndorf). A kivitelezést 14,5 kilométer hosszan, 19,5 milliárd forintért az S+S M15 Konzorcium (Strabag Építő Kft., Strabag AG) valósította meg 2020 tavasza helyett 2019. december 18-ára. A fejlesztés eredményeként az autóútból autópálya lett.

## Díjfizetés
Az M15-ös autóút kezdetben minden utazó számára ingyenes volt. 2007 nyarán erre az útszakaszra is kiterjesztették a teherautók számára kötelező országos útdíjfizetési rendszert, 2015. január 1-je óta pedig már minden jármű számára díjköteles az autóút, ma országos vagy Győr-Moson-Sopron vármegyei e-matricával vehető igénybe.